# Eros y civilización
Eros y civilización: una investigación filosófica sobre Freud (1955) es un libro del filósofo y crítico social alemán Herbert Marcuse, en el que el autor propone una sociedad no represiva, intenta una síntesis de las teorías de Karl Marx y Sigmund Freud, y explora el potencial de la memoria colectiva para ser una fuente de desobediencia y revuelta, y señalar el camino hacia un futuro alternativo. Su título alude a El malestar en la cultura (1930) de Freud. La edición de 1966 tiene un "prefacio político" añadido.
Una de las obras más conocidas de Marcuse, el libro le dio fama internacional. Tanto Marcuse como muchos comentaristas lo han considerado su libro más importante, y algunos lo vieron como una mejora con respecto al intento anterior de sintetizar la teoría marxista y psicoanalítica del psicoanalista Wilhelm Reich. Eros y civilización ayudó a dar forma a las subculturas de la década de 1960 e influyó en el movimiento de liberación gay, y con otros libros sobre Freud, como Life Against Death (1959) del clasicista Norman O. Brown y Freud and Philosophy del filósofo Paul Ricœur. (1965), situó a Freud en el centro de la investigación moral y filosófica. Se ha sugerido que Eros y civilización revela la influencia del filósofo Martin Heidegger. A Marcuse se le atribuye haber ofrecido una crítica convincente del neofreudianismo, pero los críticos lo han acusado de ser utópico en sus objetivos y de malinterpretar las teorías de Freud. Los críticos también han sugerido que su objetivo de sintetizar la teoría marxista y psicoanalítica es imposible.

## Temas

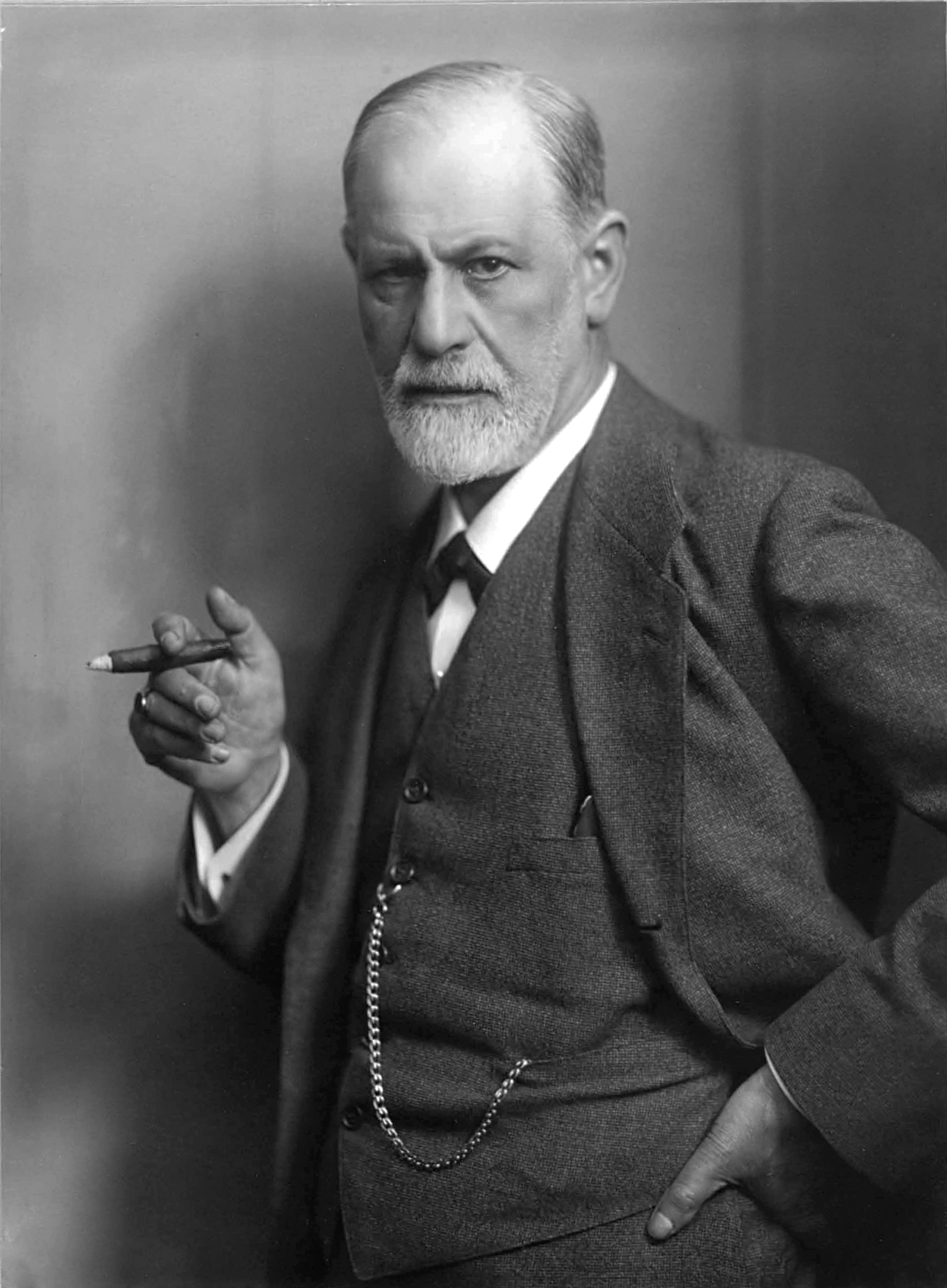
Sigmund Freud, el fundador del psicoanálisis. Marcuse reinterpreta las teorías de Freud sobre los instintos.

En el "Prefacio político" que abre la obra, Marcuse escribe que el título Eros y civilización expresa la visión optimista de que los logros de la sociedad industrial moderna permitirían utilizar los recursos de la sociedad para configurar "el mundo del hombre de acuerdo con los instintos de vida, en la lucha concertada contra los proveedores de la muerte." Enfatiza que el propósito del ensayo es "contribuir a la filosofía del psicoanálisis, no al psicoanálisis". Concluye el prefacio con las palabras: "Hoy la lucha por la vida, la lucha por el Eros, es la lucha política ".  Marcuse cuestiona la opinión de Sigmund Freud de que "la civilización se basa en la subyugación permanente de los instintos humanos". Analiza el sentido de la vida: la historia vista no como una lucha de clases, sino como una lucha contra la represión de nuestros instintos. Sostiene que la "sociedad industrial avanzada" (capitalismo moderno) nos impide alcanzar una sociedad no represiva "basada en una experiencia de ser fundamentalmente diferente, una relación fundamentalmente diferente entre el hombre y la naturaleza, y relaciones existenciales fundamentalmente diferentes". 
Marcuse también analiza las opiniones de los filósofos Immanuel Kant y Friedrich Schiller,  y critica al psiquiatra Carl Jung, cuya psicología describe como una "neomitología oscurantista". También critica a neofreudianos como Erich Fromm, Karen Horney, Harry Stack Sullivan y Clara Thompson. 

## Estructura

### I. Bajo el imperio del principio de realidad
Según Freud, la condición para la creación de la cultura y el establecimiento de relaciones sociales estables es la supresión de las pulsiones destructivas y antisociales. El principio de placer original, encaminado a la satisfacción inmediata y completa de los deseos instintivos, cae bajo el dominio del principio de realidad bajo la influencia de una realidad caracterizada por la carencia material. La realización de los deseos instintivos se pospone bajo la influencia de la dominación social, que crea el sujeto consciente, pensante y recordador. El principio de placer está reprimido en el inconsciente y sólo la imaginación no cae bajo el dominio del principio de realidad. Sin embargo, la supresión del principio de placer debilita al Eros en favor de la tendencia destructiva de Thanatos y, por tanto, conduce a dinámicas sociopatológicas de las sociedades modernas, como la guerra y los asesinatos en masa. Sin embargo, a diferencia de Freud, Marcuse ve la ananke (angustia vital), bajo cuya influencia se desarrolla la represión de los instintos, como un hecho históricamente contingente y no como una condición intemporal de la existencia humana per se. La forma históricamente dominante del principio de realidad es el principio de actuación. El principio del placer se limita en el tiempo al ocio y espacialmente a la genitalidad. Esto libera una gran parte del tiempo y del cuerpo humano para realizar trabajos alienados, lo que permite a los humanos reproducirse a sí mismos y a su entorno social en condiciones de escasez natural. En la fase actual, el principio de desempeño está determinado por las exigencias de eficiencia productiva y competencia. El trabajo alienado ahora crea grados de libertad en sí mismo, especialmente la libertad de las limitaciones naturales, y por lo tanto sirve indirectamente al principio de placer, pero al precio de una cultura opresiva. Marcuse acuña ahora el concepto de opresión adicional (represión excedente), que no es necesaria en absoluto para la existencia de la cultura, sino que sirve para organizar la dominación del hombre sobre el hombre. En el curso de la historia, esta regla es superada repetidamente a través de procesos revolucionarios, pero se restablece inmediatamente porque los sujetos, a través de la opresión interiorizada, identifican la regla con la existencia de un orden que asegura la vida. Esto crea un doble sentimiento de culpa por la traición a la regla y a los propios deseos de libertad. La producción y el consumo justifican la dominación y ocultan el hecho de que las personas pueden determinar sus propias necesidades.

### II. Más allá del principio de realidad
A través del aumento de la productividad en el trabajo alienado, el principio de realidad a lo largo de la historia crea las condiciones para que la forma dominante del principio de realidad sea abolida. "Cuanto más completa sea la alienación, mayor será el potencial de libertad". Marcuse ve una fase histórica en la que las personas podrían determinar sus propias necesidades. Al automatizar la producción, el trabajo enajenado que sigue siendo vital podría limitarse a una cantidad mínima de tiempo. Eros quedaría en gran medida liberado de sus limitaciones destructivas. Sin embargo, un requisito previo para ello sería renunciar al nivel de vida alcanzado en el mundo occidental. A diferencia de Freud, Marcuse supone que el Eros liberado de esta manera no conduciría a la ruina de la cultura, sino todo lo contrario: “La liberación del Eros podría crear relaciones de trabajo nuevas y duraderas”. Habría una autosublimación de la sexualidad, que permitiría relaciones más cultivadas entre los individuos. Marcuse asume una moral libidinal inherente al Eros, que podría conducir al desarrollo de una sociedad liberada tras la abolición de la opresión adicional y las formas de dominación asociadas. Gracias a los recursos de tiempo liberados y a las mayores posibilidades de libre elección, el trabajo pudo adquirir el carácter de un juego. Marcuse anticipa estas oportunidades de desarrollo en la apropiación estética de la realidad, en el arte. Esto surge de la fantasía, que es la única forma de pensamiento que se ha mantenido libre del dominio del principio de realidad. Marcuse ve el arte como la realización de una forma de trabajo humano que ocurre en gran medida sin la supresión de los instintos y ofrece un alto grado de satisfacción libidinal sin ser destructivo. En la creación y recepción del arte hay al menos una liberación temporal del Eros. De esta manera, la experiencia estética puede servir como modelo para una experiencia del mundo libre de estructuras represivas. En una sociedad liberada, el principio del placer se utilizaría como principio de realidad sin destruir la cultura.

## Recepción

### Principales medios de comunicación
Eros y civilización recibió críticas positivas del filósofo Abraham Edel en The Nation y del historiador de la ciencia Robert M. Young en New Statesman.   El libro también fue reseñado por el antropólogo Clyde Kluckhohn en The New York Times Book Review y discutido por Susan Sontag en The Supplement to the Columbia Spectator.   Las discusiones posteriores incluyen las de Choice de H. N. Tuttle,  R. J. Howell,  y M. A. Bertman.  El crítico de arte Roger Kimball analizó el libro en The New Criterion. 
Edel le dio crédito a Marcuse por distinguir entre qué parte de la carga que la civilización represiva impone a los impulsos fundamentales se hace necesaria por las necesidades de supervivencia y qué sirve a los intereses de dominación y ahora es innecesaria debido a la ciencia avanzada del mundo moderno, y por sugerir qué cambios en las actitudes culturales resultaría de una relajación de la perspectiva represiva.  Young calificó el libro de importante y honesto, además de "serio, muy sofisticado y elegante". Escribió que las conclusiones de Marcuse sobre la "represión excedente" convirtieron a Freud en un "Marx erotizado" y le dio crédito a Marcuse por criticar de manera convincente a los neofreudianos Fromm, Horney y Sullivan. Aunque sostuvo que tanto ellos como Marcuse confundieron "ideología con realidad" y minimizaron "la esfera biológica", acogió con agrado la opinión de Marcuse de que "la distinción entre categorías psicológicas y políticas se ha vuelto obsoleta por la condición del hombre en la era actual".  Sontag escribió que junto con Life Against Death (1959) de Norman Oliver Brown, Eros y civilización representaba una "nueva seriedad acerca de las ideas freudianas" y expuso la mayoría de los escritos anteriores sobre Freud en los Estados Unidos como irrelevantes o superficiales. 
Tuttle sugirió que Eros y civilización no podrían entenderse adecuadamente sin leer el trabajo anterior de Marcuse, Hegel's Ontology and the Theory of Historicity (1932).  Howell escribió que el libro había sido mejorado por Melanie Klein and Critical Social Theory (1989) de C. Fred Alford.  Bertman escribió que Eros y civilización eran emocionantes y ayudaron a que Marcuse fuera influyente.  Kimball identificó Eros y civilización and One-Dimensional Man (1964) como los libros más influyentes de Marcuse y escribió que las opiniones de Marcuse son paralelas a las de Norman O. Brown, a pesar de la diferencia de tono entre los dos pensadores. Descartó las ideas tanto de Marcuse como de Brown como falsas y dañinas. 

### Publicaciones socialistas
Eros y civilización recibió una crítica mixta del escritor marxista Paul Mattick en Western Socialist.  Stephen J. Whitfield también analizó el libro en Dissent. 
Mattick le dio crédito a Marcuse por renovar "el esfuerzo de leer a Marx en Freud", luego de los intentos fallidos de Wilhelm Reich, y estuvo de acuerdo con Marcuse en que el revisionismo freudiano es "reformista o no revolucionario". Sin embargo, escribió que a Freud le habría sorprendido la forma en que Marcuse leyó las implicaciones revolucionarias de sus teorías. Señaló que la forma de Marcuse de superar el dilema de que "la plena satisfacción de las necesidades instintivas del hombre es incompatible con la existencia de una sociedad civilizada" era marxista, a pesar de que Marcuse en ninguna parte mencionó a Marx y se refirió al capitalismo sólo indirectamente, como "civilización industrial". Sostuvo que Marcuse intentó desarrollar ideas que ya estaban presentes en "el lenguaje mucho menos ambiguo de la teoría marxista", pero aun así acogió con agrado el hecho de que Marcuse hiciera que el psicoanálisis y el materialismo dialéctico alcanzaran el mismo resultado deseado. Sin embargo, concluyó que el "llamado de Marcuse a la oposición a las condiciones actuales sigue siendo un mero ejercicio filosófico sin aplicabilidad a las acciones sociales". 
Whitfield señaló que Marcuse consideraba Eros y civilización su libro más importante, y escribió que "merece consideración como el mejor, ni obviamente anticuado ni irritantemente inaccesible" y que "fue un honor por parte de Marcuse tratar de imaginar cómo se expresa la más plena expresión de la personalidad, o plenitud, podría extinguir la miseria que durante mucho tiempo se consideró una característica esencial de la condición humana". Consideró que el libro era "emocionante de leer" debido a las conjeturas de Marcuse sobre "cómo la formación de una vida sin restricciones materiales podría de alguna manera volverse significativa". Sostuvo que la visión de Marcuse de que la tecnología podría usarse para crear una utopía no era consistente con su rechazo de la "burocracia tecnocrática" en su trabajo posterior One-Dimensional Man. También sugirió que fue el trabajo que llevó al Papa Pablo VI a condenar públicamente a Marcuse en 1969. 

### Reseñas en revistas académicas
Eros y civilización recibió críticas positivas del psicoanalista Martin Grotjahn en The Psychoanalytic Quarterly,  Paul Nyberg en Harvard Educational Review,  y Richard M. Jones en American Imago,  y una crítica negativa del filósofo Herbert Fingarette en La revista de metafísica.  En el American Journal of Sociology, el libro recibió una crítica positiva del sociólogo Kurt Heinrich Wolff y más tarde una crítica mixta de un autor que utilizaba el seudónimo de "Barbara Celarent".    Margaret Cerullo también analizó el libro en New German Critique. 
Grotjahn describió el libro como una crítica filosófica "sincera y seria" del psicoanálisis, y agregó que estaba bien escrito y era fascinante. Le dio crédito a Marcuse por desarrollar "lógica y psicológicamente las tendencias dinámicas instintivas que conducen a la utopía de una civilización no represiva" y demostrar que "la verdadera libertad no es posible en la realidad hoy", estando reservada para "fantasías, sueños y experiencias del arte". " Sin embargo, sugirió que Marcuse podría estar "equivocado en la estrechez de su concepto de represión básica o primaria".  Nyberg describió el libro como "brillante", "conmovedor" y "extraordinario", y concluyó que era "quizás el trabajo más importante sobre teoría psicoanalítica que haya aparecido en mucho tiempo".  Jones elogió la interpretación de Marcuse del psicoanálisis; También sostuvo que Marcuse, a pesar de no ser psicoanalista, había comprendido la teoría psicoanalítica y había demostrado cómo se podía mejorar. Sin embargo, creía que Marcuse dejaba algunas cuestiones sin resolver. 
Fingarette consideró a Marcuse el primero en desarrollar la idea de una sociedad utópica libre de represión sexual en una filosofía sistemática. Sin embargo, señaló que utilizó el término "represión" de una manera que cambió drásticamente su significado en comparación con el "uso psicoanalítico estricto", empleándolo para referirse a "supresión, sublimación, represión propiamente dicha y restricción". También cuestionó la exactitud de la comprensión de Marcuse sobre Freud, argumentando que en realidad estaba presentando "análisis y conclusiones ya elaborados y aceptados por Freud". También cuestionó si su concepto de "racionalidad sensual" era original y lo criticó por no proporcionar una discusión suficiente sobre el complejo de Edipo. Concluyó que presentaba una "visión instintiva y unidimensional del hombre" inadecuada y que su propuesta de sociedad no represiva era una "utopía de fantasía". 
Wolff consideró el libro un gran trabajo. Elogió el "magnífico" alcance de Eros y civilización y el "inspirador" sentido de dedicación de Marcuse. Señaló que el libro podría ser criticado por la falta de respuesta de Marcuse a ciertas preguntas y por algunas "omisiones y oscuridades", pero consideró que estos puntos son "de menor importancia".  Celarent consideró Eros y civilización un "libro más profundo" que One-Dimensional Man (1964) porque "abordó la cuestión central: ¿Cómo deberíamos vivir?" Sin embargo, Celarent escribió que la decisión de Marcuse de analizar la cuestión de lo que debería hacerse con los recursos de la sociedad con referencia a los escritos de Freud "quizás redujo la vida de su libro, ya que Freud desapareció rápidamente de la escena intelectual estadounidense después de los años 1970, justo cuando Marcuse llegó su pico de reputación." Celarent identificó El capital de Marx: crítica de la economía política (1867-1883) como una fuente de las opiniones de Marcuse sobre la producción y los mercados laborales, y describió su "combinación de Marx y Freud" como "muy inteligente". Celarent le dio crédito a Marcuse por utilizar el psicoanálisis para transformar el concepto de alienación de Marx en "una construcción psicológica más sutil", el "principio de actuación". En opinión de Celarent, anticipó los argumentos presentados posteriormente por el filósofo Michel Foucault, pero con "un mecanismo histórico mucho más plausible" que el "nebuloso" concepto de discurso de Foucault. Sin embargo, Celarent consideró que el capítulo de Marcuse que daba "razones freudianas adecuadas para la historicidad del principio de realidad" era sólo de interés histórico, y escribió que Marcuse proponía una "utopía sombría". Celarent sugirió que Eros y civilización habían sido comúnmente malinterpretados y que a Marcuse no le preocupaba defender "el amor libre y las posiciones sexuales esotéricas". 

### Debates enTheory & Society
Las discusiones sobre el trabajo en Theory and Society incluyen las del filósofo e historiador Martin Jay,  la psicoanalista Nancy Chodorow,  y C. Fred Alford. 
Jay describió el libro como una de las obras más importantes de Marcuse y su libro "más utópico". Sostuvo que completó la "teoría de la memoria" de Marcuse, según la cual "la memoria subvierte la conciencia unidimensional y abre la posibilidad de un futuro alternativo", y ayudó a Marcuse a promover una forma de teoría crítica que ya no podía depender del proletariado revolucionario.. Sin embargo, criticó la teoría de Marcuse por su "identificación indefinida de la memoria individual y colectiva", y escribió que Marcuse no logró explicar cómo el individuo estaba en "identidad arcaica con la especie". Sugirió que podría haber una afinidad entre las opiniones de Marcuse y las de Jung, a pesar del desprecio de Marcuse por Jung. Criticó a Marcuse por no realizar experimentos de recuerdo personal como los realizados por el filósofo Walter Benjamin, o por no investigar rigurosamente las diferencias entre la memoria personal de un evento real en la vida de una persona y la memoria histórica colectiva de eventos anteriores a todas las personas vivas. Jay sugirió que las opiniones del filósofo Ernst Bloch podrían ser superiores a las de Marcuse, ya que hacían más por explicar "lo nuevo en la historia" y evitaban más cuidadosamente equiparar el recuerdo con la repetición. 
Chodorow consideró importante el trabajo de Marcuse y Brown y sostuvo que ayudó a sugerir una mejor teoría social psicoanalítica. Sin embargo, cuestionó sus interpretaciones de Freud, argumentó que ven las relaciones sociales como una forma innecesaria de restricción y no explican cómo son posibles los vínculos sociales y la actividad política, criticó su visión de "las mujeres, las relaciones de género y la generación" y sostuvo que su uso del narcisismo primario como modelo para la unión con los demás implica demasiada preocupación por la gratificación individual. Sostuvo que Eros y civilización muestran algunas de las mismas características que Marcuse criticó en Love's Body (1966), de Brown, que la forma de teoría psicoanalítica que Marcuse respalda socava su análisis social, y que en su distinción entre excedente y represión básica, Marcuse no evaluar cuáles podrían ser los efectos plenos de esto último en una sociedad sin dominación. Elogió partes de la obra, como su capítulo sobre "La transformación de la sexualidad en Eros", pero sostuvo que de alguna manera entraba en conflicto con el marxismo de Marcuse. Criticó la explicación de Marcuse sobre la represión, señalando que usó el término de una manera "metafórica" que eliminaba la distinción entre lo consciente y lo inconsciente, y argumentó que su "concepción de maleabilidad instintiva" entraba en conflicto con su propuesta de un "nuevo principio de realidad". " basándose en las pulsiones y hizo falsa su crítica a Fromm y al neofreudianismo, y que Marcuse "simplemente afirmó una correspondencia entre sociedad y organización de la personalidad". 
Alford, en un escrito de 1987, señaló que Marcuse, como muchos de sus críticos, consideraba Eros y civilización como su obra más importante, pero observó que las opiniones de Marcuse habían sido criticadas por ser demasiado similares y demasiado diferentes a las de Freud. Escribió que los estudios recientes coincidieron ampliamente con Marcuse en que los cambios sociales desde la era de Freud han cambiado el carácter de la psicopatología, por ejemplo, al aumentar el número de trastornos narcisistas de la personalidad. Le dio crédito a Marcuse por mostrar que el narcisismo es una "fuerza potencialmente emancipadora", pero argumentó que si bien Marcuse anticipó algunos desarrollos posteriores en la teoría del narcisismo, hicieron necesario revaluar sus puntos de vista. Sostuvo que Marcuse malinterpretó las opiniones de Freud sobre la sublimación y señaló que aspectos de la "utopía erótica" de Marcuse parecen regresivos o infantiles, ya que implicaban gratificación instintiva por sí misma. Aunque estuvo de acuerdo con Chodorow en que este aspecto del trabajo de Marcuse está relacionado con su "abrazo del narcisismo", negó que el narcisismo sirva sólo a necesidades regresivas y argumentó que "su potencial regresivo puede transformarse en la base de una autonomía madura, que reconoce los derechos". y las necesidades de los demás." Estuvo de acuerdo con Marcuse en que "a pesar del poder cosificado del principio de realidad, la humanidad apunta a una utopía en la que sus necesidades más fundamentales serían satisfechas". 

### Discusiones en otras revistas
Otras discusiones sobre el trabajo incluyen las del filósofo Jeremy Shearmur en Philosophy of the Social Sciences,  el filósofo Timothy F. Murphy en el Journal of Homosexuality,  C. Fred Alford en Theory, Culture &amp; Society,  Michael Beard en Edebiyat: Revista de literatura de Oriente Medio,  Peter MR Stirk en Historia de las ciencias humanas,  Silke-Maria Weineck en The German Quarterly,  Joshua Rayman en Telos,  Daniel Cho en Policy Futures in Education,  Duston Moore en el Journal of Classical Sociology,  Sean Noah Walsh en Crime, Media, Culture,  el filósofo Espen Hammer en Philosophy &amp; Social Criticism,  el historiador Sara M. Evans en The American Historical Review,  Molly Hite en Literatura contemporánea,  Nancy J. Holland en Hypatia,  Franco Fernandes y Sérgio Augusto en DoisPontos,  y Pieter Duvenage en Tydskrif vir Geesteswetenskappe.  En Zeitschrift für Kritische Theorie, Shierry Weber Nicholsen y Kerstin Stakemeier analizaron el libro.   En 2013, se discutió en Radical Philosophy Review.  Recibió una discusión conjunta de Arnold L. Farr, el filósofo Douglas Kellner, Andrew T. Lamas y Charles Reitz,  y discusiones adicionales de Stefan Bird-Pollan y Lucio Angelo Privitello.   La Radical Philosophy Review también reprodujo un documento de Marcuse, en respuesta a las críticas del erudito marxista Sidney Lipshires.  En 2017, Jeffrey L. Nicholas volvió a analizar Eros y civilización en Radical Philosophy Review. 
Shearmur identificó la crítica del historiador Russell Jacoby al "revisionismo" psicoanalítico en su obra Social Amnesia (1975) como una reelaboración de la crítica de Marcuse al neofreudianismo.  Murphy criticó a Marcuse por no examinar la idea freudiana de bisexualidad.  Alford criticó a la Escuela de Frankfurt por ignorar el trabajo de la psicoanalista Melanie Klein a pesar de que Klein publicó un artículo fundamental dos años antes de la publicación de Eros y civilización.  Beard describió el libro como un "compañero apocalíptico" de Life Against Death, y escribió que entre ambos los libros proporcionaron "uno de los modelos más influyentes para el pensamiento radical en la década siguiente".  Stirk argumentó que las opiniones de Marcuse eran una teoría utópica con un atractivo generalizado, pero que el examen de las interpretaciones de Marcuse de Kant, Schiller y Freud mostraron que se basaban en una metodología defectuosa. También sostuvo que la mala interpretación que hizo Marcuse del concepto freudiano de razón socavó el argumento de Marcuse, que privilegiaba un concepto confuso de instinto sobre un sentido ambiguo de razón.  Weineck le dio crédito a Marcuse por anticipar reacciones posteriores a Freud en la década de 1960, que mantuvo en oposición a Freud que el "sacrificio de la libido" no es necesario para el progreso civilizado, aunque consideró que las opiniones de Marcuse tenían más matices que esas ideas posteriores. Respaldó las críticas de Marcuse a Fromm y Horney, pero sostuvo que Marcuse subestimó la fuerza del pesimismo de Freud y descuidó el Más allá del principio del placer (1920). 
Cho comparó las opiniones de Marcuse con las del psicoanalista Jacques Lacan, escribiendo que las similitudes entre ellos eran menos conocidas que las diferencias.  Moore escribió que si bien la influencia del filósofo Alfred North Whitehead en Marcuse no ha recibido suficiente atención, los aspectos esenciales de la teoría de Marcuse pueden "comprenderse y apreciarse mejor cuando se examinan sus orígenes whiteheadianos".  Holland discutió las ideas de Marcuse en relación con las de la antropóloga cultural Gayle Rubin, con el fin de explorar los mecanismos sociales y psicológicos detrás del "sistema sexo/género" y abrir "nuevas vías de análisis y praxis liberadora basadas en estos autores". "Aplicaciones de las ideas marxistas a las interpretaciones culturales" de los escritos de Freud.  Hammer argumentó que Marcuse era "incapaz de ofrecer una explicación de la dinámica empírica que puede conducir al cambio social que imagina, y que su apelación a los beneficios del automatismo es ciega a sus efectos negativos" y que su "visión de la buena vida como centrada en la autorrealización libidinal" amenaza la libertad de los individuos y "potencialmente socavaría su sentido de autointegridad". Hammer sostuvo que, a diferencia del filósofo Theodor W. Adorno, Marcuse no logró "tomar adecuadamente en cuenta la temporalidad y la fugacidad" y "no tenía una apreciación genuina de la necesidad del duelo". También argumentó que "la acción política requiere una formación del ego más fuerte" que la permitida por las opiniones de Marcuse.  Evans identificó a Eros y civilización como una influencia en los activistas y jóvenes de la década de 1960. 
Hite identificó el libro como una influencia en la novela Gravity's Rainbow (1973) de Thomas Pynchon, y lo encontró evidente en la caracterización que Pynchon hace de Orfeo como una figura conectada con la música, la memoria, el juego y el deseo. Añadió que si bien Marcuse no "apeló a drogas que alteran la mente como complementos de la fantasía", muchos de sus lectores estaban "felices de inferir una recomendación". Ella argumentó que si bien Marcuse no menciona la pedofilia, encaja con su argumento de que el sexo perverso puede ser "revelador o desmitificador, porque devuelve la experiencia al cuerpo físico".  Duvenage describió el libro como "fascinante", pero escribió que las sugerencias de Marcuse para una sociedad libre de represión han sido criticadas por el filósofo Marinus Schoeman.  Farr, Kellner, Lamas y Reitz escribieron que, en parte debido al impacto de Eros y la Civilización, el trabajo de Marcuse influyó en varias disciplinas académicas en los Estados Unidos y en otros países.  Privitello sostuvo que el capítulo sobre "La dimensión estética" tenía valor pedagógico. Sin embargo, criticó a Marcuse por basarse en una traducción obsoleta de Schiller del siglo XIX.  Nicholas respaldó el "análisis de la racionalidad tecnológica, la razón estética, la fantasía y la imaginación" de Marcuse. 

### Otras evaluaciones, 1955-1986
Brown elogió Eros y civilización como el primer libro, después del trabajo de Reich, que "reabre la posibilidad de la abolición de la represión".  El filósofo Paul Ricœur comparó su acercamiento filosófico a Freud en Freud y la filosofía (1965) con el de Marcuse en Eros y civilización.  Paul Robinson le dio crédito a Marcuse y Brown por analizar sistemáticamente la teoría psicoanalítica para revelar sus implicaciones críticas. Creía que fueron más allá de Reich y del antropólogo Géza Róheim al sondear las sutilezas dialécticas del pensamiento de Freud, llegando así a conclusiones más extremas y utópicas que las de ellos. Encontró el trabajo de Lionel Trilling sobre Freud, Freud y la crisis de nuestra cultura (1955), de menor valor. Consideró que la exploración de Brown de las implicaciones radicales del psicoanálisis era, en cierto modo, más rigurosa y sistemática que la de Marcuse. Señaló que Eros y civilización a menudo se han comparado con Life Against Death, pero sugirió que estaba escrito con menos elegancia. Concluyó que si bien el trabajo de Marcuse es psicológicamente menos radical que el de Brown, es políticamente más audaz y, a diferencia del de Brown, logró transformar la teoría psicoanalítica en categorías históricas y políticas. Consideró a Marcuse un mejor teórico que Brown, creyendo que proporcionó un tratamiento más sustancial de Freud. 
El filósofo Alasdair MacIntyre criticó a Marcuse por centrarse en la metapsicología de Freud en lugar del psicoanálisis como método terapéutico. Creía que Marcuse seguía especulaciones que eran difíciles de apoyar o refutar, que su discusión sobre el sexo era pomposa, que no explicaba cómo se comportarían las personas cuya sexualidad no estaba reprimida, y aceptaba acríticamente los puntos de vista freudianos sobre la sexualidad y no llevaba a cabo su propia investigación sobre el tema. Lo criticó por su tratamiento desdeñoso de las teorías rivales, como las de Reich. También sugirió que el objetivo de Marcuse de reconciliar las teorías freudianas y marxistas podría ser imposible y, comparando sus puntos de vista con los del filósofo Ludwig Feuerbach, argumentó que al regresar a los temas del movimiento joven hegeliano, Marcuse se había retirado a un "perspectiva premarxista". 
Phil Brown criticó el intento de Marcuse de "sintetizar a Marx y Freud", argumentando que tal síntesis es imposible. Sostuvo que Marcuse descuidó la política, hizo caso omiso de la lucha de clases, abogó por la "sublimación de la espontaneidad y la creatividad humanas" y no criticó los supuestos subyacentes del pensamiento freudiano.  El activista por los derechos de los homosexuales Dennis Altman siguió a Robinson al criticar a Marcuse por no aclarar "si la represión sexual causa subordinación económica o viceversa" o por "conectar su uso de la imagen freudiana del crimen primario con sus ideas sobre la represión de los impulsos no genitales y homosexuales". ". Aunque influenciado por Marcuse, comentó que sorprendentemente rara vez se hace referencia a Eros y civilización en la literatura sobre la liberación gay. En un epílogo a la edición de 1993 del libro, añadió que el "freudianismo radical" de Marcuse estaba "ahora en gran parte olvidado" y nunca había sido "particularmente popular en el movimiento gay". 
El psicólogo social Liam Hudson sugirió que Life Against Death fue descuidado por los radicales porque su publicación coincidió con la de Eros y civilización. Al comparar las dos obras, encontró que Eros y civilización eran más reductivamente políticos y menos estimulantes.  El crítico Frederick Crews argumentó que la liberación del instinto propuesta por Marcuse no era un desafío real al statu quo, ya que, al adoptar la posición de que tal liberación sólo podría intentarse "después de que la cultura haya hecho su trabajo y creado la humanidad y el mundo que podía ser libre", Marcuse se estaba acomodando a las instituciones de la sociedad. Acusó a Marcuse de sentimentalismo.  El psicoanalista Joel Kovel describió a Eros y civilización como más exitosos que Life Against Death.  El psicoterapeuta Joel D. Hencken describió Eros y civilización como un ejemplo importante de la influencia intelectual del psicoanálisis y un "interesante precursor" de un estudio de la psicología de la "internalización de la opresión". Sin embargo, consideró que algunos aspectos de la obra han limitado su audiencia. 
Myriam Malinovich consideraba que los primeros escritos del joven hegeliano de Marcuse eran más representativos de su pensamiento actual que Eros y civilización. Concluyó que toda la teoría esotérica de Frued y los respaldos al comportamiento sexual libertino tenían en última instancia sólo la intención de ilustrar de manera colorida lo que Marcuse había escrito anteriormente sobre la fuerza alienante del Principio de Poder. 
Kellner comparó Eros y civilización con Freud y la filosofía de Ricœur y con Conocimiento e intereses humanos del filósofo Jürgen Habermas (1968). Sin embargo, sugirió que Ricœur y Habermas hicieron un mejor uso de varias ideas freudianas.  El sociólogo Jeffrey Weeks criticó a Marcuse como "esencialista" en Sexuality and Its Discontents (1985). Aunque admitió que Marcuse proponía una "imagen poderosa de una sexualidad transformada" que tuvo una gran influencia en la política sexual posterior a la década de 1960, consideraba que la visión de Marcuse era "utópica". 
El filósofo Jeffrey Abramson le dio crédito a Marcuse por revelarle la "desolación de la vida social" y obligarlo a preguntarse por qué el progreso hace "tan poco para acabar con la miseria y la destructividad humanas". Comparó Eros y civilización con Life Against Death de Brown, Freud: la mente del moralista (1959) del crítico cultural Philip Rieff, Freud y la filosofía de Ricœur y Conocimiento e intereses humanos de Habermas, y escribió que estas obras en conjunto ubicaban a Freud en el Centro de investigación moral y filosófica. Sin embargo, argumentó que si bien Marcuse reconocía las dificultades de explicar cómo la sublimación podría ser compatible con un orden social nuevo y no represivo, presentaba una explicación confusa de una "sublimación sin desexualización" que podría hacer esto posible. Describió algunas de las especulaciones de Marcuse como extrañas y sugirió que la "visión de Eros" de Marcuse está "desequilibrada en la dirección de lo sublime" y que el "conservadurismo esencial" de su postura sobre la sexualidad había pasado desapercibido. 
El filósofo Roger Scruton criticó a Marcuse y Brown, describiendo sus propuestas de liberación sexual como "otra expresión de la alienación" que condenaban.  El antropólogo Pat Caplan identificó Eros y civilización como una influencia en los movimientos de protesta estudiantil de la década de 1960, evidente en el uso del lema "Haz el amor, no la guerra".  Victor J. Seidler le dio crédito a Marcuse por haber demostrado que las organizaciones represivas de los instintos descritas por Freud no son inherentes a su naturaleza sino que surgen de condiciones históricas específicas. Contrastó las opiniones de Marcuse con las de Foucault. 

### Otras evaluaciones, 1987 hasta el presente
La filósofa Seyla Benhabib argumentó que Eros y civilización continúan el interés por la historicidad presente en la ontología y la teoría de la historicidad de Hegel y que Marcuse considera que las fuentes de la desobediencia y la revuelta están arraigadas en la memoria colectiva.  Stephen Frosh consideró que Eros y civilización y Life Against Death se encontraban entre los avances más importantes hacia una teoría psicoanalítica del arte y la cultura. Sin embargo, consideró discutible la forma en que estas obras convierten el proceso psicológico interno de represión en un modelo para la existencia social en su conjunto.  El filósofo Richard J. Bernstein describió a Eros y civilización como "perversos, salvajes, fantasmales y surrealistas" y "extrañamente hegelianos y antihegelianos, marxistas y antimarxistas, nietzscheanos y antinietzscheanos", y elogió la discusión de Marcuse sobre el tema de "negatividad".  Edward Hyman sugirió que el hecho de que Marcuse no afirmara claramente que su hipótesis es la "primacía de Eros" socavó sus argumentos y que Marcuse no dio una consideración suficiente de la metapsicología. 
Kenneth Lewes respaldó la crítica de Marcuse a la "moralización pseudohumana" de neofreudianos como Fromm, Horney, Sullivan y Thompson.  Joel Schwartz identificó Eros y civilización como "una de las obras freudianas más influyentes escritas desde la muerte de Freud". Sin embargo, argumentó que Marcuse no logró reinterpretar a Freud de una manera que agregue ideas políticas a las ideas psicoanalíticas o remedie el "fracaso de Freud para diferenciar entre varios tipos de sociedad civil", sino que simplemente agrupó todos los regímenes existentes como "sociedades represivas" y los contrastó con una hipotética futura sociedad no represiva.  Kovel señaló que Marcuse estudió con Heidegger pero luego rompió con él por razones políticas y sugirió que los aspectos heideggerianos del pensamiento de Marcuse, que habían estado eclipsados durante el período más activo de Marcuse en el Instituto de Investigación Social de Frankfurt, resurgieron, desplazados sobre Freud, en Eros y civilización. 
El economista Richard Posner sostuvo que Eros y civilización contiene "absurdos políticos y económicos", pero también interesantes observaciones sobre el sexo y el arte. Le dio crédito a Marcuse por haber proporcionado una crítica de la moral sexual convencional superior a la de Marriage and Morals (1929) del filósofo Bertrand Russell, pero acusó a Marcuse de creer erróneamente que la perversidad polimorfa ayudaría a crear una utopía y que el sexo tiene el potencial de ser una fuerza políticamente subversiva. Consideró interesante el argumento de Marcuse de que el capitalismo tiene la capacidad de neutralizar el potencial subversivo de "fuerzas como el sexo y el arte", aunque claramente cierto sólo en el caso del arte. Sostuvo que, si bien Marcuse creía que la cultura popular estadounidense había trivializado el amor sexual, el sexo no había tenido un efecto subversivo en sociedades no dominadas por la cultura popular estadounidense.  El historiador Arthur Marwick identificó Eros y civilización como el libro con el que Marcuse alcanzó fama internacional, una obra clave en el legado intelectual de los años cincuenta y una influencia en las subculturas de los sesenta.  El historiador Roy Porter argumentó que la visión de Marcuse de que "la industrialización exigía austeridad erótica" no era original y fue desacreditada por Foucault en La historia de la sexualidad (1976). 
El filósofo Todd Dufresne comparó Eros y civilización con Life Against Death de Brown y Growing Up Absurd (1960) del autor anarquista Paul Goodman. Cuestionó hasta qué punto los lectores de Marcuse entendían su trabajo, sugiriendo que muchos estudiantes activistas podrían haber compartido la visión de Morris Dickstein, para quien el trabajo significaba "no un avance ontológico para la naturaleza humana, pero probablemente simplemente, un montón de eso"..  Anthony Elliott identificó Eros y civilización como una obra "seminal".  El ensayista Jay Cantor describió Life Against Death y Eros y civilización como "igualmente profundos". 
El filósofo James Bohman escribió que Eros y civilización "se acerca más a presentar una concepción positiva de la razón y la Ilustración que cualquier otro trabajo de la Escuela de Frankfurt".  La historiadora Dagmar Herzog escribió que Eros y civilización fue, junto con Life Against Death, uno de los ejemplos más notables de un esfuerzo por "utilizar ideas psicoanalíticas con fines culturalmente subversivos y emancipadores". Sin embargo, creía que la influencia de Marcuse en los historiadores contribuyó a la aceptación de la idea errónea de que Horney era responsable de la "desexualización del psicoanálisis".  La crítica Camille Paglia escribió que si bien Eros y civilización era "una de las piezas centrales de la Escuela de Frankfurt", encontraba el libro inferior a Life Against Death. Describió Eros y civilización como "demasiado esquemáticos pero confusos e imprecisos". 
Según Bernard Görlich, los escritos de Marcuse lo convirtieron en "el fundador de una psicología política que no sólo adorna su tema externamente con terminología freudiana, sino que busca el centro freudiano del conocimiento mismo".  Las Escrituras proclaman “cualquier cosa menos una solución optimista”. Aunque Marcuse siempre buscó imágenes de liberación "para fundamentar la idea de emancipación ", al abordar El malestar de Freud con la cultura, buscó respuestas a la pregunta "dónde y por qué fueron enterradas estas imágenes".  Según Görlich, Marcuse no negó el conflicto fundamental entre eros y cultura, sino que lo historizó. El principio de realidad, al que Freud responsabilizó de su irreconciliabilidad, debe entenderse como un principio de actuación históricamente necesario que hizo necesaria la supresión de las pulsiones, pero que ha tendido a volverse superfluo en el presente y sólo es mantenido por las estructuras de poder social con su “opresión adicional”. 
El filósofo Michael Werz situó el escrito, que disuelve la frontera entre psicología y filosofía social, en el contexto del “inicio de los movimientos de liberación y descolonización ”. Marcuse relativizó el irreconciliable “conflicto entre los instintos de vida y de muerte ” destacado por Freud en favor de “una nueva concepción utópica”. 

### Otras opiniones
El activista por los derechos de los homosexuales Jearld Moldenhauer analizó las opiniones de Marcuse en The Body Politic. Sugirió que Marcuse consideraba insignificante el movimiento de liberación gay y criticó a Marcuse por ignorarlo en Contrarrevolución y revuelta (1972), a pesar de que muchos activistas homosexuales habían sido influenciados por Eros y civilización. Señaló a Altman como un activista que se había inspirado en el libro, que lo inspiró a argumentar que el desafío a las "normas convencionales" representadas por los homosexuales los hacía revolucionarios.  Rainer Funk escribió en Erich Fromm: His Life and Ideas (2000) que Fromm, en una carta a la filósofa Raya Dunayevskaya, descartó Eros y civilización como una distorsión incompetente de Freud y "la expresión de una alienación y desesperación disfrazada de radicalismo" y se refirió a las "ideas para el hombre del futuro" de Marcuse como irracionales y repugnantes. Fromm criticó también la omisión de los hallazgos clínicos por parte de Marcuse, su mala comprensión de las perversiones y una mala interpretación del complejo de Edipo. 
El activista por los derechos de los homosexuales Jeffrey Escoffier analizó Eros y civilización en GLBTQ Social Sciences y escribió que "desempeñó un papel influyente en los escritos de los primeros defensores de la liberación gay", como Altman y Martin Duberman, e "influyó en grupos gay radicales como el Colectivo Mariposa Roja del Frente de Liberación Gay", que adoptó como lema la última línea del "Prefacio político" de la edición de 1966 del libro: "Hoy la lucha por la vida, la lucha por Eros, es la lucha política ". Escoffier señaló, sin embargo, que Marcuse más tarde tuvo dudas sobre la liberación sexual tal como se desarrolló en los Estados Unidos, y que la influencia de Marcuse en el movimiento gay declinó a medida que abrazó la política de identidad. 
Según PD Casteel, Eros y civilización es, junto con One-Dimensional Man, el trabajo por el que Marcuse es más conocido. 

### Libros
- Abramson, Jeffrey B. (1986). Liberation and Its Limits: The Moral and Political Thought of Freud. Boston: Beacon Press. ISBN 978-0-8070-2913-8. (requiere registro).
- Altman, Dennis (2012). Homosexual: Oppression & Liberation. St Lucia: University of Queensland Press. ISBN 978-0-7022-4937-2.
- Benhabib, Seyla (1987). «Translator's Introduction». Hegel's Ontology and the Theory of Historicity. Cambridge, Massachusetts: MIT Press. ISBN 978-0-262-13221-3.
- Bernstein, Richard J. (1988). «Negativity: Theme and Variations».  En Pippin, Robert; Feenberg, Andrew; Webel, Charles P., eds. Marcuse: Critical Theory and the Promise of Utopia. London: Macmillan Education. ISBN 978-0-333-44101-5.
- Bohman, James (2017). «Marcuse, Herbert».  En Audi, Robert, ed. The Cambridge Dictionary of Philosophy, Third Edition. Cambridge: Cambridge University Press. ISBN 978-1-107-64379-6.
- Brown, Norman O. (1985). Life Against Death: The Psychoanalytical Meaning of History. Hanover, New Hampshire: Wesleyan University Press. ISBN 978-0-8195-6144-2.
- Brown, Phil (1974). Toward a Marxist Psychology. New York: Harper Colophon Books.
- Cantor, Jay (2009). «Introduction».  En Neu, Jerome, ed. The Challenge of Islam: The Prophetic Tradition. Santa Cruz: New Pacific Press. ISBN 978-1-55643-802-8.
- Caplan, Pat (1987). «Introduction».  En Caplan, Pat, ed. The Cultural Construction of Sexuality. London: Tavistock Publications. ISBN 978-0-422-60880-0. (requiere registro).
- Crews, Frederick (1975). Out of My System: Psychoanalysis, Ideology, and Critical Method. New York: Oxford University Press. ISBN 978-0-19-501947-6.
- Dufresne, Todd (2000). Tales from the Freudian Crypt: The Death Drive in Text and Context. Stanford: Stanford University Press. ISBN 978-0-8047-3885-9.
- Elliott, Anthony (2002). Psychoanalytic Theory: An Introduction. Basingstoke: Palgrave. ISBN 978-0-333-91912-5.
- Frosh, Stephen (1987). The Politics of Psychoanalysis: An Introduction to Freudian and Post-Freudian Theory. Hong Kong: Macmillan Education. ISBN 978-0-333-39613-1.
- Funk, Rainer (2000). Erich Fromm: His Life and Ideas. New York: Continuum. ISBN 978-0-8264-1224-9.
- Hencken, Joel D. (1982). «Homosexuality and Psychoanalysis: Toward a Mutual Understanding».  En Paul, William; Weinrich, James D.; Gonsiorek, John C. et al., eds. Homosexuality: Social, Psychological, and Biological Issues. Beverly Hills: SAGE Publications. ISBN 978-0-262-13221-3.
- Herzog, Dagmar (2017). Cold War Freud: Psychoanalysis in an Age of Catastrophes. Cambridge: Cambridge University Press. ISBN 978-1-107-42087-8.
- Hudson, Liam (1976). The Cult of the Fact. London: Jonathan Cape. ISBN 978-0-224-01221-8.
- Hyman, Edward (1988). «Eros and Freedom: The Critical Psychology of Herbert Marcuse».  En Pippin, Robert; Feenberg, Andrew; Webel, Charles P., eds. Marcuse: Critical Theory and the Promise of Utopia. London: Macmillan Education. ISBN 978-0-333-44101-5.
- Kellner, Douglas (1984). Herbert Marcuse and the Crisis of Marxism. London: Macmillan. ISBN 0-333-36830-4.
- Kovel, Joel (1991). History and Spirit: An Inquiry into the Philosophy of Liberation. Boston: Beacon Press. ISBN 978-0-8070-2916-9.
- Kovel, Joel (1981). The Age of Desire: Case Histories of a Radical Psychoanalyst. New York: Pantheon Books. ISBN 978-0-394-50818-4.
- Lewes, Kenneth (1988). The Psychoanalytic Theory of Male Homosexuality. New York: New American Library. ISBN 978-0-452-01003-1.
- MacIntyre, Alasdair (1970). Marcuse. London: Fontana.
- Marcuse, Herbert (1974). Eros and Civilization: A Philosophical Inquiry into Freud. Boston: Beacon Press. ISBN 978-0-8070-1555-1.
- Marwick, Arthur (1998). The Sixties: Cultural Revolution in Britain, France, Italy, and the United States c.1958-c.1974. Oxford: Oxford University Press. ISBN 978-0-19-210022-1.
- Murphy, Timothy F. (1985). «Freud Reconsidered: Bisexuality, Homosexuality, and Moral Judgement».  En DeCecco, John P.; Shively, Michael G., eds. Origins of Sexuality and Homosexuality. New York: Harrington Park Press. ISBN 978-0-918393-00-5. (requiere registro).
- Paglia, Camille (2018). Provocations: Collected Essays. New York: Pantheon Books. ISBN 9781524746896.
- Porter, Roy (1996). «Is Foucault Useful For Understanding Eighteenth and Nineteenth Century Sexuality?».  En Keddie, Nikki R., ed. Debating Gender, Debating Sexuality. New York: Cambridge University Press. ISBN 0-8147-4655-1.
- Posner, Richard (1992). Sex and Reason. Cambridge, Massachusetts: Harvard University Press. ISBN 978-0-674-80279-7. (requiere registro).
- Ricœur, Paul (1970). Freud and Philosophy: An Essay on Interpretation. New Haven: Yale University Press. ISBN 978-0-300-02189-9.
- Robinson, Paul (1990). The Freudian Left. Ithaca and London: Cornell University Press. ISBN 978-0-8014-9716-2. (requiere registro).
- Schwartz, Joel (1990). «Freud and the American Constitution».  En Bloom, Allan, ed. Confronting the Constitution: The Challenge to Locke, Montesquieu, Jefferson, and the Federalists from Utilitarianism, Historicism, Marxism, Freudianism, Pragmatism, Existentialism... Washington, D. C.: The AEI Press. ISBN 978-0-8447-3700-3.
- Scruton, Roger (1994). Sexual Desire: A Philosophical Investigation. London: Phoenix Books. ISBN 978-1-85799-100-0.
- Seidler, Victor J. (1987). «Reason, desire, and male sexuality».  En Caplan, Pat, ed. The Cultural Construction of Sexuality. London: Tavistock Publications. ISBN 978-0-422-60880-0. (requiere registro).
- Sontag, Susan (1990). Against Interpretation and Other Essays. New York: Anchor Books. ISBN 978-0-385-26708-3.
- Weeks, Jeffrey (1993). Sexuality and Its Discontents: Meanings, Myths and Modern Sexualities. London: Routledge. ISBN 978-0-415-04503-2.

#### Libros en alemán
- Micha Brumlik: Marcuse, Herbert: Triebstruktur und Gesellschaft. In: Georg W. Oesterdiekhoff (Hrsg.): Lexikon der soziologischen Werke. Westdeutscher Verlag, Wiesbaden 2001, p. 447
- Erich Fromm: Der angebliche Radikalismus von Herbert Marcuse. Editor: Rainer Funk. e-Book, Open Publishing Rights, München 2015.
- Bernard Görlich: Die Wette mit Freud. Drei Studien zu Herbert Marcuse. Nexus, Frankfurt am Main 1991, ISBN 3-923301-39-1
- Jürgen Seifert: Freud als Marx-Ersatz? In: Die Neue Gesellschaft 6 (1959) pp. 68–70.

### Revistas
- Alford, C. Fred (1987). «Eros and Civilization after thirty years». Theory & Society 16 (6). (requiere suscripción)
- Alford, C. Fred (1993). «Reconciliation with Nature? The Frankfurt School, Postmodernism and Melanie Klein». Theory, Culture & Society 10 (2): 207-227. S2CID 145412826. doi:10.1177/026327693010002011. (requiere suscripción)
- Bertman, M. A. (1998). «Collected papers of Herbert Marcuse (Book Review)». Choice 36 (4). (requiere suscripción)
- Beard, Michael (1998). «Apocalypse and/or Metamorphosis (Book Review)». Edebiyat: Journal of Middle Eastern Literatures 9 (1). (requiere suscripción)
- Bird-Pollan, Stefan (2013). «Critiques of Judgment». Radical Philosophy Review 16 (1): 99-107. doi:10.5840/radphilrev201316112. (requiere suscripción)
- Casteel, P. D. (2017). «Marcuse & Administration». Marcuse & Administration -- Research Starters Sociology (April 1, 2017). (requiere suscripción)
- Celarent, Barbara (2010). «Eros and Civilization». American Journal of Sociology 115 (6): 1964-1972. doi:10.1086/654745. (requiere suscripción)
- Cerullo, Margaret (1979). «Marcuse and Feminism». New German Critique 18 (18): 21-23. JSTOR 487846. doi:10.2307/487846.
- Cho, Daniel (2006). «Thanatos and Civilization: Lacan, Marcuse, and the Death Drive». Policy Futures in Education 4 (1): 18-30. doi:10.2304/pfie.2006.4.1.18. (requiere suscripción)
- Chodorow, Nancy Julia (1985). «Beyond Drive Theory: Object Relations and the Limits of Radical Individualism». Theory & Society 14 (3): 271-319. S2CID 140431722. doi:10.1007/BF00161280. (requiere suscripción)
- Duvenage, Pieter (2017). «Filosofie as aktualiteitsinterpretasie. Marinus Schoeman as denker». Tydskrif vir Geesteswetenskappe 57 (1): 7-21. doi:10.17159/2224-7912/2017/v57n1a2. (requiere suscripción)
- Edel, Abraham (1956). «Instead of Repression». The Nation 183 (1). (requiere suscripción)
- Escoffier, Jeffrey (2015). «Marcuse, Herbert (1898-1979)». GLBTQ Social Sciences. (requiere suscripción)
- Evans, Sara M. (2009). «Sons, Daughters, and Patriarchy: Gender and the 1968 Generation». The American Historical Review 114 (2): 331-347. doi:10.1086/ahr.114.2.331. (requiere suscripción)
- Farr, Arnold L.; Kellner, Douglas; Lamas, Andrew T.; Reitz, Charles (2013). «Herbert Marcuse's Critical Refusals». Radical Philosophy Review 16 (1). (requiere suscripción)
- Fernandes, Franco; Augusto, Sérgio (2016). «Sobre o uso do conceito de sublimação e suas derivações, a partir da perspectiva estética marcuseana». DoisPontos 13 (3). doi:10.5380/dp.v13i3.47239. (requiere suscripción)
- Fingarette, Herbert (1957). «Eros and Utopia». The Review of Metaphysics 10 (4).
- Grotjahn, Martin (1956). «Eros and Civilization. A Philosophical Inquiry Into Freud: By Herbert Marcuse. Boston: The Beacon Press, 1955. 277 pp.». The Psychoanalytic Quarterly 25: 429-431.
- Hammer, Espen (2008). «Marcuse's critical theory of modernity». Philosophy & Social Criticism 34 (9): 1071-1093. S2CID 143566595. doi:10.1177/0191453708098538. (requiere suscripción)
- Hite, Molly (2010). «"Fun Actually Was Becoming Quite Subversive": Herbert Marcuse, the Yippies, and the Value System of Gravity's Rainbow». Contemporary Literature 51 (4): 677-702. doi:10.1353/cli.2011.0004. (requiere suscripción)
- Holland, Nancy J. (2011). «Looking Backwards: A Feminist Revisits Herbert Marcuse's Eros and Civilization». Hypatia 26 (1): 65-78. S2CID 143753926. doi:10.1111/j.1527-2001.2010.01127.x. (requiere suscripción)
- Howell, R. J. (1990). «Melanie Klein and critical social theory (Book Review)». Choice 27. (requiere suscripción)
- Jay, Martin (1982). «Anamnestic totalization: Reflections on Marcuse's theory of remembrance». Theory & Society 11 (1). S2CID 146846698. doi:10.1007/bf00173107. (requiere suscripción)
- Jones, Richard M. (1958). «The Return of the Un-Repressed». American Imago 15 (2): 175-180.
- Kimball, Roger (1997). «The marriage of Marx & Freud». The New Criterion 16 (4). (requiere suscripción)
- Kluckhohn, Clyde (1955). «A Critique on Freud». The New York Times Book Review: 30.
- Marcuse, Herbert (2013). «From Marx to Freud to Marx». Radical Philosophy Review 16 (1): 25-30. doi:10.5840/radphilrev20131615. (requiere suscripción)
- Mattick, Paul (1956). «Marx and Freud». Western Socialist. March/April 1956.
- Moldenhauer, Jearld (1972). «Marcuse and the Gay Revolution». The Body Politic (6). (requiere suscripción)
- Moore, Duston (2007). «Whitehead and Marcuse». Journal of Classical Sociology 17 (1): 83-108. S2CID 143850620. doi:10.1177/1468795X07073953. (requiere suscripción)
- Nicholas, Jeffrey L. (2017). «Refusing Polemics: Retrieving Marcuse for Maclntyrean Praxis». Radical Philosophy Review 20 (2): 185-213. doi:10.5840/radphilrev201742576. (requiere suscripción)
- Nicholsen, Shierry Weber (2006). «The Accumulated Guilt of Humankind: On the Aesthetic in a Damaged World». Zeitschrift für Kritische Theorie (22/23). (requiere suscripción)
- Nyberg, Paul (1956). «A Philosophical Inquiry into Freud». Harvard Educational Review 26 (1).
- Privitello, Lucio Angelo (2013). «Teaching Marcuse». Radical Philosophy Review 16 (1): 109-122. doi:10.5840/radphilrev201316113.
- Rayman, Joshua (2005). «Marcuse's Metaphysics: The Turn from Heidegger to Freud». Telos (131). (requiere suscripción)
- Shearmur, Jeremy (1983). «Social Amnesia (Book Review)». Philosophy of the Social Sciences 13 (1). (requiere suscripción)
- Sica, Alan (2011). «The Case of Barbara Celarent, Champion Book Reviewer». Contemporary Sociology 40 (4): 385-387. doi:10.1177/0094306111412511.
- Stakemeier, Kerstin (2006). «Eros im Fordismus Zur Ästhetisierung der Politik in den Fünfziger Jahren des 20. Jahrhunderts». Zeitschrift für Kritische Theorie (22/23). (requiere suscripción)
- Stirk, Peter M. R. (1999). «Eros and civilization revisited». History of the Human Sciences 12 (1): 73-90. S2CID 144184630. doi:10.1177/09526959922120162. (requiere suscripción)
- Tuttle, H. N. (1988). «Hegel's ontology and the theory of historicity (Book Review)». Choice 25. (requiere suscripción)
- Walsh, Sean Noah (2008). «The subversion of Eros: Dialectic, revolt, and murder in the polity of the soul». Crime, Media, Culture 4 (2): 221-236. S2CID 145245919. doi:10.1177/1741659008092329. (requiere suscripción)
- Weineck, Silke-Maria (2000). «Sex and history, or Is there an erotic utopia in Dantons Tod?». The German Quarterly 73 (4): 351-365. JSTOR 3072756. doi:10.2307/3072756. (requiere suscripción)
- Whitfield, Stephen J. (2014). «Refusing Marcuse». Dissent 61 (4): 102-107. S2CID 143795306. doi:10.1353/dss.2014.0075. (requiere suscripción)
- Wolff, Kurt H. (1956). «Eros and Civilization: A Philosophical Inquiry into Freud». American Journal of Sociology 62 (3): 342-343. doi:10.1086/222021.
- Young, Robert M. (1969). «The Naked Marx». New Statesman 78 (November 7, 1969).
- «Marcuse's Conception of Eros». Radical Philosophy Review 16 (1). 2013. (requiere suscripción)